# Ophelina delapidans
Ophelina delapidans är en ringmaskart. Ophelina delapidans ingår i släktet Ophelina och familjen Opheliidae. Utöver nominatformen finns också underarten O. d. longicephala.